# Triumph Trident 900
Triumph Trident 900 je motocykl kategorie nakedbike, vyvinutý firmou Triumph, vyráběný v letech 1991–1998.
Tříválcový Trident 750/900 byl ve své době elegantní a relativně lehký evropský motocykl. Proti čtyřválcům Triumphu nabízel o dobrých 10 kg nižší hmotnost a nezaměnitelný charakter řadového tříválce.

## Technické parametry
- Rám: centrální ocelový trubkový
- Suchá hmotnost: 212 kg
- Pohotovostní hmotnost: 249 kg
- Maximální rychlost: 215 km/h
- Spotřeba paliva: l/100 km